# Levkip
Levkíp (starogrško Λεύκιππος: Leúkippos), starogrški filozof, * okoli 490 pr. n. št., Milet, ali morda Eleja (danes Velija), † okoli 420 pr. n. št.

## Življenje in delo
O Levkipu ni skoraj nič znanega, še to ne, ali je res živel. Kakor Anaksagora je domneval o obstoju semen (spermata ali hremata), ki so bile različica atomov (atomoi). 
Bil je Demokritov učitelj in je prvi izrazil načelo vzročnosti, da ima vsak dogodek svoj naravni vzrok. Njegova dela se niso ohranila in jih je večinoma povzel Demokrit. 
Rodil se je morda tudi v Eleji, saj naj bi bila njegova filozofija povezana z eleati. Bil je Anaksagorin, Zenonov in Empedoklejev sodobnik. Njegovo delo je skoraj v celoti zasenčilo Demokritovo, tako da je Epikur, po Diogenu Laertu celo dvomil, da je res živel. Aristotel in Teofrast pa sta mu priznavala zamisel o atomizmu. Levkip se je strinjal z eleatskim dokazovanjem, da resnično bivanje ne priznava vakuuma, in zaradi tega ne more biti gibanja brez vakuuma. Čeprav gibanje res obstaja, mora obstajati vakuum. V tem smislu je vakuum poistoveten z nebivanjem, saj v resnici ne more obstajati. Levkip se je razlikoval od eleatov v tem, da se ni obremenjeval s konceptualnim mešanjem bivanja in nebivanja. Platon je naredil potrebno razločevanje med stopnjami bivanja in vrstami negacije.
Njegovi najbolj znani izgubljeni deli sta se imenovali Veliki red Vesolja ali  Veliki svetovni sistem (Megas Diakosmos) in O mišljenju (Peri Nou).

## Navedek
»Nič se ne zgodi naključno ('maten'), ampak zaradi vzroka ('ek logou') in potrebe.« —Levkip

## Priznanja
Poimenovanja
Po njem se imenuje asteroid glavnega pasu 5950 Levkip (5950 Leukippos).